# Чжан Чжисін
Чжан Чжисін (кит.: 张志新; 5 грудня 1930, Тяньцзінь — 4 квітня 1975, Хуньнань) — китайська комуністка, функціонерка пропагандистського апарату КПК. У період Культурної революції виступала з відкритою критикою Мао Цзедуна, Лін Бяо та Цзян Цін. У 1969 році вона була заарештована і засуджена до довічного ув'язнення. У 1975 році страчена за вказівкою племінника Мао Цзедуна Мао Юаньсіня. З початком китайських реформ реабілітована. В сучасному Китаї символізує опір режиму «Банди чотирьох».

## Юність комуністки
Чжан Чжисін народилася в родині музиканта — викладача Тяньцзінського університету. З дитинства оволоділа грою на струнних інструментах (її сестра професійно займалася фортепіано). Навчалася в Тяньцзіні, потім у Китайському народному університеті. Отримала спеціальність перекладача з російської мови.
Під впливом батька Чжан Чжисін виховувалася у фанатичній відданості комуністичній ідеології. В 1950—1953 роках вона брала участь в агітації китайських добровольців Корейської війни. Як перекладачка залучалася для потреб Збройних Сил КНР. Виступала комуністичним агітатором у студентському середовищі. З 1955 року перебувала у лавах КПК.

## Прихильниця Пен Дехуая
У 1957 році Чжан Чжисін з чоловіком була зарахована до партійного апарату і направлена у відділ пропаганди Шеньянського міськкому КПК. З 1962 року вона очолювала відділ пропаганди Ляонінського провінційного комітету КПК.
При цьому в керівництві КПК Чжан Чжисін орієнтувалася на маршала Пен Дехуая, симпатією до якого перейнялася з часів Корейської війни. Пен Дехуай був противником культу Мао Цзедуна, який нищив селянство під час «Великого стрибка». Це посилювало у світогляді Чжан Чжисін критичні фрондуючі риси. Відсторонення Пена з посади міністра оборони у 1959 року стало для Чжан сильним моральним ударом. Після цього вона перейнялася неприязню до Мао Цзедуна і особливо до Лінь Бяо, призначеному на посаду Пен Дехуая.

## Арешт і в'язниця
У 1966 році в Китаї розпочалася Культурна революція. На початку 1967 року хунвейбіни розправилися з Пен Дехуаєм — після принижень і побиттів маршал був поміщений у в'язницю, де помер у 1974 році. Обурена Чжан Чжисін стала виступати з відкритою критикою Мао Цзедуна, Лін Бяо та Цзян Цін.
|  | У мене великі сумніви з приводу Голови Мао. Я не довіряю [йому]. Зараз всі справи вирішуються по одному його слову. Чи не занадто багато ваги надається його словами? Що стосується Пен Дехуая і його книги, то статут партії проголошує право кожного члена на висловлення своєї думки. У мене великі сумніви з приводу беззастережного слідування новим вказівкам Голови Мао. Я вважаю, що ставити їх під сумнів цілком допустимо. Лінь [Бяо] говорить, що кожне слово Голови Мао - це істина в останній інстанції. Я думаю, що і це твердження можна поставити під сумнів, не обов'язково, що кожне його слово вірне, адже, завжди можна поставити запитання «а чому?» <...> Я вважаю, що ніхто не може служити винятком. Не можна одну людину ставити вище партії. <...> Оригінальний текст (кит.) 对毛主席的怀疑，不信任，归根到底我有那个想法：“现在什么问题，都得毛主席说了才好办。 毛主席是不是个人说了算太重了。联系到彭德怀的上书，就想党章规定每个党员都可以提意见嘛。 对毛主席的最新指示无条件执行，也有怀疑，认为也不是不可以怀疑的。林×××讲：主席的话句句是真理。我认为也不是不可以怀疑，不一定都对，也可以问一个为什么。 我认为，无论谁都不能例外，不能把个人凌驾于党之上。 Виступ 1 жовтня 1969 року |

У вересні 1969 році Чжан Чжисін була заарештована і засуджена до довічного ув'язнення. В тюрмі її тримали в кайданах та піддавали тортурам і знущанням з боку охорони і зеків-кримінальників. Зі свого боку, вона трималася твердо, підкреслювала свою ворожість до Мао Цзедуна, якого називала «ватажком ультраправих сил», висловлювала симпатії до Лю Шаоці. Намагалася писати агітаційні матеріали в дусі комуністичного фрондування.
У 1971 році було викрито змову Лінь Бяо. Міністр оборони намагався втекти до СРСР, загинув в авіакатастрофі і був оголошений зрадником-контрреволюціонером. Чжан Чжисін акцентувала цей факт, демонстрував правоту її оцінок. Однак на умовах її утртмання це не відбилося.

## Покарання
26 лютого 1975 року відбулося засідання Ляонінського комітету КПК за участі Мао Юаньсіня — племінника Мао Цзедуна, політкомісара Шеньянського військового округу, визначного керівника провінційної парторганізації. Мао Юаньсінь був активним діячем «Культурної революції», організовував хунвейбинські загони. У середині 1970-х він був довіреною особою Мао Цзедуна, провідником політики Цзян Цин і «Банди чотирьох».
На засіданні партійного комітету Мао Юаньсінь зажадав страти Чжан Чжисін: «Зберегти її життя ще на день — злочин перед партією і Головою». Це рішення було негайно затверджено та проведено через суд, заднім числом змінивши вирок у бік посилювання.
На передсмертній співбесіді з адміністрацією Чжан Чжисін підтвердила незмінність своїх поглядів: «Я висловила те, що думають дуже багато. Але бояться в цьому зізнаватися. Я всказала все це відкрито, ось і вся різниця». 4 квітня 1975 року вона була страчена в шеньянському районі Хуньнань. Перед розстрілом їй перерізали горло.

## Реабілітація і пам'ять
9 вересня 1976 року помер Мао Цзедун. А 6 жовтня 1976 року були заарештовані Цзян Цін та її найближчі сподвижники, в тому числі Мао Юаньсінь. Влада перейшла до Хуа Гофена і групі його найближчих прихильників. До середини 1977 року вирішальний вплив у керівництві КПК і КНР здобув Ден Сяопін. Наступного року в Китаї почалися великомасштабні реформи.
Зміна правлячої групи супроводжувалася найжорсткішою критикою «Банди чотирьох» і її режиму як «феодально-фашистської диктатури». Важливою складовою частиною цієї критики було викриття маоїстського терору, показові процеси над провідниками репресій і реабілітація жертв «Культурної революції». 1 березня 1979 року суд провінції Ляонін повністю реабілітував Чжан Чжисін. (Мао Юаньсінь відбув 17 років ув'язнення.) Керівник відділу пропаганди ЦК КПК, майбутній генеральний секретар ЦК КПК Ху Яобан ініціював детальне розслідування справи про арешт і страту Чжан Чжисін. Проте воно було швидко згорнуто, оскільки демонструвало режим 1960-1970-х років у вкрай непривабливому світлі.
В сучасному Китаї Чжан Чжисін користується повагою як «борець проти „Банди чотирьох“». У Народному парку Гуанчжоу встановлена кінна скульптура оголеної лучниці з її впізнаваними рисами і написом «Боролися за правду».

## Родина
Чжан Чжисін була одружена з функціонером КПК, мала сина і доньку. У період її ув'язнення чоловіка змусили відректися від дружини. Незадовго до страти вона написала йому листа, в якому закликала «бути сильним».
Донька за освітою філософ, син — хімік, проживає з сім'єю в США.

## Цікаві факти
Тижневик Наньфан женьу чжоукань зарахував Чжан Чжисін до дванадцяти найкрасивіших жінок в історії Китаю.